# Sentier de grande randonnée 8
Ne doit pas être confondu avec la galaxie GR 8.
Le sentier de grande randonnée 8 (GR 8) a pour thème le littoral atlantique et fait partie du sentier européen du littoral E9. Il relie Saint-Brevin-les-Pins (Loire-Atlantique) à Hendaye (Pyrénées-Atlantiques). 
En 2023, le GR 8 connait une modification de son tracé dans les Pyrénées-Atlantiques, le GR 8 qui, historiquement reliait Urt à Sare n'est plus homologué et est remplacé par le GR 8 allant d'Anglet, au niveau de l’estuaire de l’Adour, jusqu’à Hendaye pour rejoindre le départ du GR 10.

## Description
Le sentier de grande randonnée 8 (GR 8) est dans la continuité du GR 34 qui fait le tour du littoral breton du Mont-Saint-Michel à Saint-Nazaire (Loire-Atlantique), le GR 8 prenant le relais de l'autre côté du pont de Saint-Nazaire (qui franchit l'estuaire de la Loire entre Saint-Nazaire et Saint-Brevin-les-Pins) jusqu'au Pays-Basque près de la frontière espagnole. Il relie Saint-Brevin-les-Pins (Loire-Atlantique) à Hendaye (Pyrénées-Atlantiques), mais n'est pas encore finalisé dans plusieurs départements. 

## Itinéraire
À partir de Saint-Brevin-les-Pins (Loire-Atlantique), le sentier longe au plus près le littoral de la Loire-Atlantique puis de la Vendée jusqu'à la limite départementale avec la Charente-Maritime. 
En Charente-Maritime, le projet est en cours d'étude et longera le canal de Moirans jusqu'à La Rochelle, avant de suivre le littoral au plus près jusqu'à Royan. Il empruntera le bac sur l'estuaire de la Gironde. 
En Gironde, le GR 8 doit être prochainement repris et complété, en mutualisant le tracé avec le chemin de Compostelle dénommé « Voie de Soulac ». Le projet est en cours d'étude entre la Pointe de Grave et Contaut (commune de Hourtin).  De Contaut au Cap-Ferret, il existe en théorie mais doit être re-balisé. D'Arcachon à la limite des Landes, le projet reste entièrement à construire, d'autant plus que cette zone a été fortement touchée par les incendies de 2022. 
Dans les Landes, le projet reste également à construire, probablement en mutualisant le tracé avec le chemin de Compostelle « Voie de Soulac », avant de traverser l'Adour.
Dans les Pyrénées-Atlantiques, en 2023, l'ancien tracé du GR 8 qui reliait historiquement Urt à Sare, pour rejoindre le départ du GR 10, n'est plus homologué.
Il est remplacé par le nouveau tracé du GR 8 qui emprunte une partie de l’ancien sentier du littoral entre Bidart et Hendaye où il rejoint le GR 10,.

## Pour approfondir